# 1984 у хокеї з шайбою
Нижче наведені хокейні події 1984 року у всьому світі.

## Головні події
На зимових Олімпійських іграх у Сараєво золоті нагороди здобула збірна СРСР.
У третьому розіграші кубка Канади перемогли господарі турніру, збірна Канади.
У фіналі кубка Стенлі «Едмонтон Ойлерс» переміг «Нью-Йорк Айлендерс».

## Національні чемпіони
- Австрія: «Фельдкірх»
- Болгарія: ЦСКА (Софія)
- Велика Британія: «Данді Рокетс»
- Данія: «Герлев»
- Італія: «Больцано»
- Нідерланди: «Неймеген Тайгерс»
- НДР: «Динамо» (Берлін)
- Норвегія: «Спарта» (Сарпсборг)
- Польща: «Полонія» (Битом)
- Румунія: «Стяуа» (Бухарест)
- СРСР: ЦСКА (Москва)

- Угорщина: «Ференцварош» (Будапешт)
- Фінляндія: «Таппара» (Тампере)
- Франція: «Межев»
- ФРН: «Кельнер»
- Чехословаччина: «Дукла» (Їглава)
- Швейцарія: «Давос»
- Швеція: АІК (Стокгольм)
- Югославія: «Олімпія» (Любляна)

## Переможці міжнародних турнірів
- Кубок європейських чемпіонів: ЦСКА (Москва, СРСР)
- Турнір газети «Известия»: збірна СРСР
- Кубок Шпенглера: збірна Канади
- Північний кубок: «Юргорден» (Стокгольм, Швеція)
- Кубок Татр: «Тесла» (Пардубиці, Чехословаччина)
- Турнір газети «Советский спорт»: ЦСКА (Москва), «Спартак» (Москва), «Динамо» (Москва)[1]